# 阿波誠一
阿波 誠一（あわ せいいち、1970年10月6日 - ）は日本の実業家。ヤマト運輸代表取締役社長。

## 略歴
熊本県出身。法政大学社会学部卒業後、1993年4月ヤマト運輸入社。2017年4月ヤマト運輸常務執行役員、2018年ヤマトホールディングス常務執行役員、2020年3月ヤマトシステム開発代表取締役社長、2024年10月ヤマト運輸専務執行役員等を歴任。2025年4月1日ヤマト運輸代表取締役社長に就任。主に宅配網などネットワーク再構築部門を統括や国内の経営効率の改善を担う。